# Syllides verrilli
Syllides verrilli är en ringmaskart som beskrevs av Moore 1908. Syllides verrilli ingår i släktet Syllides och familjen Syllidae. Inga underarter finns listade i Catalogue of Life.